# Bernard Joassart
Bernard Joassart, né en 1954 à Jemappes (Belgique), est un prêtre et jésuite belge.

## Biographie
Bernard Joassart est docteur en philosophie et lettres et licencié en théologie. Sa thèse de doctorat porte sur Hippolyte Delehaye,. Il est membre de la Société des Bollandistes.
Il enseigne l'histoire de l'Église à l'Institut d'études théologiques.

## Publications
- L'accueil réservé aux 'Acta Sanctorum' à Rome en 1643, dans: Analecta Bollandiana, vol. III (1993), pp. 5–18.
- « Mgr Pierre Batiffol et les Bollandistes : correspondance », Analecta Bollandiana, 114, 1996, p. 77-108.
- « L'Abbé Godefroid Hermans et l'œuvre des Bollandistes à Tongerlo (1789- 1796) », dans Dominique-Marie Dauzet, Martine Plouvier, Abbatiat et abbés dans l'ordre de Prémontré, Turnhout, Brepols, coll. « Bibliotheca victorina » (no 17), 2005, 437 p. (ISBN 2-503-51633-5, BNF 40063734), p. 213-238* Éditer les martyrologes : Henri Quentin et les Bollandistes. Correspondance, présentation, édition et commentaire, Bruxelles, Société des Bollandistes (Tabularium hagiographicum 5), 2009.
- De Constantinople à Athènes. Louis Petit et les Bollandistes. Correspondance d’un archevêque savant (1902-1926), Bruxelles, 2010.
- Aspects de l'érudition hagiographique aux XVIIe et XVIIIe siècles (École Pratique des Hautes Études. Sciences historiques et philologiques – V. Hautes études médiévales et modernes, 99), Droz, Genève, 2011
- [PDF] Bibliographie de Bernard Joassart  (au 6 mars 2019)